# Levallois Sporting Club
Le Levallois Sporting Club (LSC) est un club sportif omnisports situé à Levallois-Perret, dans les Hauts-de-Seine. Créé en 1983, le club compte aujourd’hui 37 sections, 130 disciplines et plus de 18 000 adhérents, ce qui en fait le premier club omnisports de France. il est membre de la Fédération française des clubs omnisports (FFCO). Le LSC mêle étroitement le sport loisir, des plus jeunes jusqu'aux seniors, au sport d'élite représenté par des champions de haut niveau tels que les épéistes Yannick Borel, Coraline Vitalis, tout deux médaillés d'argent à Paris 2024, la taekwondoiste Althéa Laurin championne olympique à Paris 2024, le pongiste Simon Gauzy, médaillé de bronze à Paris 2024 ainsi que les trampolinistes Léa Labrousse et Cléa Brousse mais également des athlètes paralympiques comme Jason Grandry, judoka médaillé de bronze à Jeux de Paris en 2024, Thomas Bouvais, pongiste médaillé de bronze aux Jeux paralympiques de Tokyo 2021 ou Robert Citerne, épéiste au palmarès impressionnant. 

## Histoire
En terme associatif, c’est le journal officiel qui fait foi en matière d’acte de naissance : l’association Levallois Sporting Club a été enregistrée à la préfecture de Nanterre (no 19011492) et publiée au Journal officiel le 27 décembre 1983. Avant cette date, le sport levalloisien était fédéré depuis dix-huit ans sous la bannière de l’Entente Sportive Levalloisienne.
Dès son lancement, le club, présidé par Patrick Balkany, accueille douze sections (aïkido, aviation, boxe française, culture physique/cross, cyclisme, gym sportive, gym d’entretien, handball, judo, lutte, tennis, volley-ball et triathlon). Au fil du temps, le LSC va progresser en élargissant son offre et en devenant un club où le sport loisir côtoie le sport de haut niveau.
En 1988, huit sportifs levalloisiens sont sélectionnés pour les Jeux olympiques de Séoul dont Frédéric Delpla qui devient le premier champion olympique du LSC grâce à sa médaille d’or en escrime (épée par équipes).
Dix saisons après sa création, le club s’appuie sur 26 sections et un peu moins de 10 000 adhérents, et étoffe un peu plus son palmarès avec des champions olympiques et mondiaux tels qu’Hugues Obry, Marie-Claire Restoux ou Éric Srecki.
En 2008, le club compte 14 000 adhérents pour une population de 63 000 habitants. Le LSC signe l'année suivante un grand nom du sport français en la personne du multiple champion du monde de judo Teddy Riner, ce qui apporte au club une renommée encore plus importante.
Avec trois médailles glanées lors des Jeux olympiques de Londres en 2012, les athlètes du LSC réussissent à nouveau des très beaux Jeux olympiques. Teddy Riner remporte l’or à seulement 23 ans, tandis que Gévrise Émane et Priscilla Gneto ramènent le bronze.
Aux Jeux olympiques d'été de 2016 de Rio, les épéistes ont particulièrement brillés en remportant trois médailles d'or. Gauthier Grumier avec un doublé individuel et par équipes avec ses coéquipiers de club Yannick Borel et Daniel Jérent. Robert Citerne a également remporté le titre par équipes en handisport. Teddy Riner vient apporter une quatrième médaille d'or en judo.
Pour la saison 2021-2022, le Levallois Sporting Club suit la dynamique lancée par Paris 2024 en ouvrant une section Nouveaux sports qui propose des cours de parkour/freerun, BMX Flat, trottinette freestyle, longboard dancing, roller mais également des danses urbaines (breakdance et hip-hop)
Aux Jeux olympiques d'été de 2024 à Paris, les athlètes du LSC ont remporté 5 médailles : 3 en argent (Yannick Borel, Alexandra Louis-Marie et Coraline Vitalis) et 2 en bronze (Simon Gauzy et Jason Grandry). Pour débuter la saison 2024-2025, une nouvelle section a vu le jour : l'aviron en partenariat avec le Cercle Nautique de France de Neuilly-sur-Seine. Althéa Laurin, taekwondoïste fraîchement championne olympique a rejoint le Pôle Haute-Performance.

## Présidents successifs
Neuf président(e)s se sont succédé depuis la création du club :
- Patrick Balkany (1983-1989) ;
- Jean-Pierre Bastide (1989-1995) ;
- Jean-Michel Hautefort (1995-1999) ;
- Rolland Mallo (1999-2002) ;
- Jean-François Rouziès (2002-2008) ;
- Jean-Pierre Aubry (2008-2012) ;
- Bertrand Percie du Sert (2012-2019) ;
- Ingrid Desmedt (2019-2022) ;
- Bertrand Gaboriau (2022-2024);
- Constance Braut (depuis janvier 2024).

## Sections
Le Levallois Sporting Club est organisé en 37 sections et propose plus de 130 disciplines :
- Activités aquatiques
- Aïkido
- Athlétisme
- Aviron
- Badminton
- Basket-Ball
- Boxe anglaise
- Boxe française savate
- Cardio-training
- Cyclotourisme
- Danses
- Equitation
- Escalade
- Escrime
- Fitness
- Football / Futsal
- Golf
- Gymnastique artistique
- Handball
- Judo
- Karaté et disciplines associées / Kobudo / Self défense / Kali
- Kendo
- Kick-boxing / Boxe thaï
- Lutte
- Marche nordique
- Natation
- Nouveaux sports
- Pétanque
- Pelote basque
- Plongée/Apnée
- Sauvetage & secourisme
- Taekwondo
- Tennis / Squash
- Tennis de table
- Trampoline
- Triathlon
- Volley-ball

## Handisport
L'intégration de personnes en situation de handicap est au cœur des priorités du Levallois Sporting Club. C'est en milieu ordinaire, dans l'une des 37 sections, que sont accueillis adultes comme enfants porteurs de handicaps qu'ils soient physiques ou mentaux.
Quatre sections sportives se distinguent particulièrement dans ce domaine. 
- L'escrime. Robert Citerne porte les couleurs du Levallois Sporting Club depuis 2004, année où il a remporté l'or olympique par équipes aux Jeux olympiques d'Athènes. Depuis Clémence Delavoipière l'a rejoint pour se préparer aux Jeux olympiques d'été de 2024 qui sont déroulés à Paris.
- Le tennis de table. Thomas Bouvais a rejoint le LSC en 2021. La section, en collaboration avec la Fédération française de tennis de table et le Conseil Régional, est référencée comme Club Sport Santé avec un encadrement spécifique pour les personnes atteintes d'Alzheimer et pour les personnes en rémission d'un cancer. Le ping est un excellent moyen de commencer progressivement ou de continuer une activité sportive.
- Le judo. Jason Grandry est médaillé de bronze à Paris 2024.
- La boxe handisport permet, depuis 2007, aux personnes qui la pratiquent de mieux leurs émotions. Cette discipline permet d'acquérir la confiance en soi, un réel épanouissement et une meilleure condition physique et mentale. Elle permet également aux compétiteurs de vivre leur passion et de disputer des compétitions reconnues par la FFH sur tout le territoire. En 2019, le LSC Handiboxe devient le premier club formateur de boxe handicap. En 2021, il est labellisé Handisport.

## Équipes en compétition
Tous les week-ends, les équipes du LSC sont soit en déplacement à l'extérieur soit reçoivent à domicile pour disputer leurs matchs de championnats.
- Volley-ball: seniors 2 départementales femmes, M21 masculine, M18 masculine et féminine, M15 masculine et M13 féminines. Pour la première fois de son histoire, le LSC fusionne avec les Mariannes 92 en 2023 et devient double champion de France de Ligue A féminine
- Handball: 20 équipes féminines et masculines entre les M8 et les seniors évoluant en championnats départementaux et régionaux, ainsi qu'une équipe en Nationale 2 pour la saison 2025-2026.
- Basket: 20 équipes dont 1 féminine engagées en championnats départementaux, régionaux et nationaux. Le LSC est l'association support du Club professionnel du Levallois Metropolitans Basketball Club qui évolue en NM1
- Tennis de table
- Badminton
- Football
- Taekwondo
- Pétanque

Les autres sections ont également leurs athlètes régulièrement en compétition. A l'image de l'athlétisme, du triathlon, de l'escrime, des sports de combats qui montent souvent sur le podium.

## Sites
- Centre Aquatique : 15 rue Raspail
- Complexe sportif Louison-Bobet : 15 rue Pablo-Neruda
- Gymnase Auguste-Delaune : 32 rue d’Alsace
- Gymnase Éric-Srecki : 152 rue Danton
- Gymnase Frédéric-Delpla : 83 rue Danton
- Gymnase Marie-Claire Restoux: 118 rue du Président-Wilson
- Gymnase Jean-Philippe Gatien : 10 rue Léon-Jamin
- Palais des sports Gabriel-Péri : 19 bis rue Gabriel-Péri
- Palais des sports Marcel-Cerdan : 141 rue Danton
- Pavillon Henri-Salvador : 9 rue Mathilde-Girault
- Simulateur de golf : 1 place de Verdun
- Tennis Daniel-Gey : 3 allée Daniel-Gey
- Centre esport Galions : 7 rue Pablo-Neruda

## Manifestations
- La Ronde de Levallois
- Le Tournoi national de badminton
- Trophée des fines lames (escrime)
- Organisations de galas de boxe anglaise: No Limit avec Asloum Events, Main Event avec MK Events, Univent avec Univent boxing, ...
- Réception des Harlem Globe Trotters
- Organisations de galas de boxe pieds/poings
- Organisations de championnats de France

## Palmarès
Depuis 1983, le Levallois Sporting Club s’est forgé un palmarès composé de 40 médailles olympiques et paralympiques, plus de 400 mondiales et 194 européennes. Ses disciplines phares sont l’escrime, la boxe, le trampoline et le tennis de table qui récoltent chaque saison nombre de médailles nationales et internationales,,. Depuis 2024, le Taekwondo vient compléter cette liste.

## Sportifs emblématiques

### Sportifsactuellement[Quand?]au Levallois Sporting Club
- Yannick Borel
- Robert Citerne
- Coraline Vitalis
- Houssam El Kord
- Léa Labrousse
- Althéa Laurin
- Souleymane Cissokho
- Alexandre Bardenet
- Paul Allègre
- Cyril Benzaquen
- Cléa Brousse
- Simon Gauzy
- Kevin Lele Sadjo
- Aliya Luty
- Ismaël Bouzid

### Sportifs passés par le Levallois Sporting Club
- Patrick Chila
- Frédéric Delpla
- Didier Drogba
- Damien Éloi
- Laura Flessel
- Cathy Fleury
- Jean-Philippe Gatien
- Jean-Michel Henry
- David Martin
- Hugues Obry
- Automne Pavia
- Marco Ramos
- Marie-Claire Restoux
- Jacques Secrétin
- Éric Srecki
- Gella Vandecaveye
- Charles Kokougan
- Teddy Riner
- Maureen Nisima
- Ulrich Robeiri
- Alain Schmitt
- Matthieu Bataille
- Gaël Monfils
- Tony Ancelin
- Alexis Contin
- Matthieu Dafreville
- Sarah Daninthe
- Benjamin Darbelet
- Alexandra Dulgheru
- Gévrise Émane
- Simon Gauzy
- Priscilla Gneto
- Gauthier Grumier
- Simona Halep
- Lucie Louette
- Emmanuel Lebesson
- Souleymane M’Baye
- Mariam Sidibé